# 島根県道352号宍道湖湖北自転車道線
島根県道352号宍道湖湖北自転車道線（しまねけんどう352ごう しんじここほくじてんしゃどうせん）は松江市菅田町と出雲市鹿園寺町（ろくおんじちょう）を結ぶ自転車・歩行者専用の一般県道である。

### 概要

#### 路線データ
- 起点：松江市菅田町（島根県道21号松江島根線交点）
- 終点：出雲市鹿園寺町（鹿園寺駐輪場、島根県道351号出雲路自転車道線交点）
- 総延長：20.8 km[注釈 1]
- 未開通区間
  - 松江市菅田町（起点） - 松江市北堀町間
  - 松江市黒田町 - 松江市浜佐田町間
  - 松江市打出町 - 松江市西長江町間
  - 松江市大垣町 - 出雲市鹿園寺町（終点）間（断続的に開通部分あり）

## 歴史
- 1991年（平成3年）9月27日 - 島根県告示第866号により認定される。
- 2005年（平成17年）3月22日 - 出雲市・平田市・簸川郡のうちの湖陵町・佐田町・大社町・多伎町が対等合併して改めて出雲市が設置されたことに伴い終点の地名表記が変更される（平田市鹿園寺町→出雲市鹿園寺町）。
- 2006年（平成18年）3月31日 - 島根県告示第368号により通称に由来する現行の路線名称に変更される。
- 2008年（平成20年） - 全線開通予定。

## 路線状況

### 重用区間
- 島根県道37号松江鹿島美保関線（松江市北堀町 - 松江市黒田町間）
- 国道431号（松江市西浜佐陀町）
- 国道431号（松江市打出町 - 出雲市鹿園寺町間）
- 島根県道23号斐川一畑大社線（出雲市小境町 - 出雲市鹿園寺町間）

## 地理

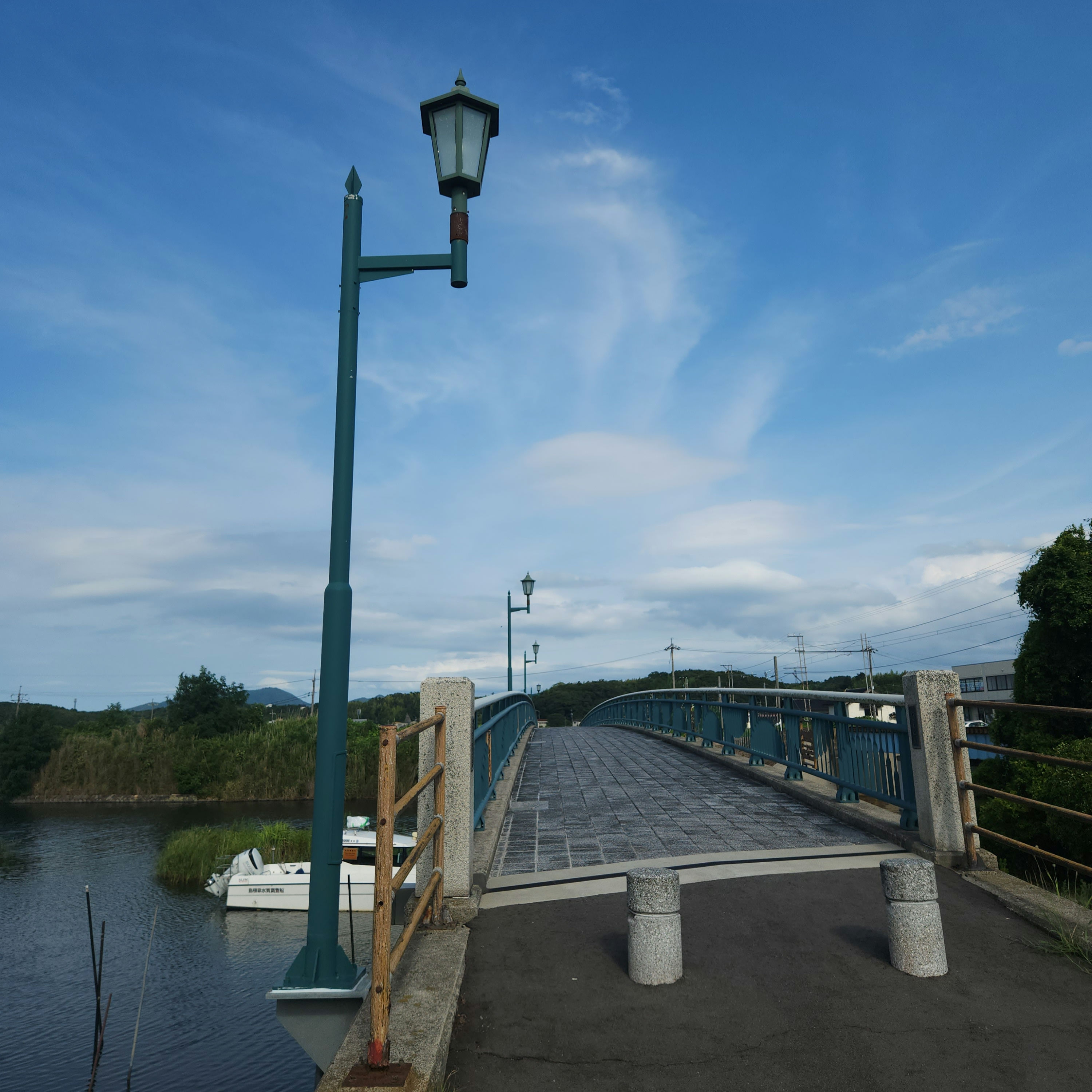
佐陀川に架かる宍道湖湖北自転車道の太兵衛橋（松江市西浜佐陀町）。2025年8月。

### 通過する自治体
- 松江市
- 出雲市

### 交差する道路
| 交差する道路                                                   | 市町村名 | 市町村名 | 交差する場所                 | 交差する場所 |
| -------------------------------------------------------------- | -------- | -------- | ---------------------------- | ------------ |
| 島根県道21号松江島根線                                         | 松江市   | 松江市   | 菅田町（すがたちょう）       | 起点         |
| 未供用区間                                                     |          |          |                              |              |
| 国道431号                                                      | 松江市   | 松江市   | 大輪町（だいりんちょう）     |              |
| 未供用区間                                                     |          |          |                              |              |
| 島根県道37号松江鹿島美保関線 重複区間起点                      | 松江市   | 松江市   | 北堀町                       | 北堀橋交差点 |
| 島根県道37号松江鹿島美保関線 重複区間終点                      | 松江市   | 松江市   | 黒田町                       | 黒田町交差点 |
| 未供用区間                                                     |          |          |                              |              |
| 島根県道264号講武古江線                                        | 松江市   | 松江市   | 西浜佐陀町                   |              |
| 国道431号 重複区間起点                                         | 松江市   | 松江市   | 西浜佐陀町                   |              |
| 国道431号 重複区間終点                                         | 松江市   | 松江市   | 西浜佐陀町                   |              |
| 国道431号 重複区間起点                                         | 松江市   | 松江市   | 打出町                       |              |
| 国道431号 重複区間終点 島根県道266号大野魚瀬恵曇線             | 松江市   | 松江市   | 大野町                       |              |
| 未供用区間                                                     |          |          |                              |              |
| 国道431号 重複区間起点                                         | 松江市   | 松江市   | 大野町                       |              |
| 国道431号 重複区間終点                                         | 出雲市   | 出雲市   | 小境町                       |              |
| 島根県道23号斐川一畑大社線                                     | 出雲市   | 出雲市   | 小境町                       |              |
| 国道431号 重複区間起点 島根県道23号斐川一畑大社線 重複区間起点 | 出雲市   | 出雲市   | 小境町                       |              |
| 国道431号 重複区間終点 島根県道23号斐川一畑大社線 重複区間終点 | 出雲市   | 出雲市   | 鹿園寺町（ろくおんじちょう） |              |
| 島根県道351号出雲路自転車道線                                  | 出雲市   | 出雲市   | 鹿園寺町                     | 終点         |

### 主要施設
- 島根県立松江北高等学校
- 島根県警察学校
- 島根県立盲学校
- 一畑電車北松江線

- 松江イングリッシュガーデン前駅 - 朝日ヶ丘駅 - 長江駅 - 秋鹿町駅 - 松江フォーゲルパーク駅 - 高ノ宮駅 - 津ノ森駅 - 伊野灘駅 - 一畑口駅

### 自然景観
- 宍道湖

### 名所・旧跡・観光地
- 松江城跡
- 城山稲荷神社
- 小泉八雲旧居
- 武家屋敷の街並み
- ルイス・C.ティファニー庭園美術館
- 道の駅秋鹿なぎさ公園
- 松江フォーゲルパーク
- 島根ゴルフ倶楽部宍道湖コース
- 一畑寺（一畑薬師）